# مسافر (فیلم ۱۹۶۳)
مسافر (لهستانی: Pasażerka) یک فیلم به کارگردانی ویتولد لشویچ و آندژی مونک است که در سال ۱۹۶۳ منتشر شد.